# Jimmy & Marion McPartland Play TV Themes
Jimmy & Marion McPartland Play TV Themes — студийный альбом американского трубача Джимми Макпартлэнда и его супруги пианистки Мэриэн (её имя указано с ошибкой — Мэрион), выпущенный в 1960 году лейблом Design Records. Вместо привычных джазовых стандартов сет включает различные музыкальные телевизионные темы 1960-х годов. В составе группы присутствуют тромбонист «Манхэттен Ред», меллофонист Дик Кэри, барабанщик Мауси Александер, басист Бен Такер и кларнетист Энди Фицджеральд.

## Отзывы критиков
| Оценки критиков | Оценки критиков |
| Источник        | Оценка          |
| --------------- | --------------- |
| AllMusic        | [ 1 ]           |

Кен Драйден из AllMusic заявил, что эта пластинка может показаться довольно бесперспективной, но порекомендовал её к прослушиванию, не в последнюю очередь из-за неожиданных интерпретаций некоторых тем.

## Список композиций
1. «I-M-4-U» (Хосе Мелис) — 3:20
2. «Sentimental Journey» (Лес Браун, Бад Грин, Бен Хомер) — 4:47
3. «Mystery March» (Шарль Гуно) — 4:52
4. «Mr. Lucky» (Генри Манчини) — 2:57
5. «Peter Gunn» (Генри Манчини) — 3:48
6. «Londonderry Air» (народная) — 3:04
7. «Thanks for Dropping In» — 4:16
8. «Bat Masterson» (Барт Кордин, Хэвенс Рэй) — 5:37

## Участники записи
- Джимми Макпартлэнд — труба
- Мэриан Макпартлэнд — фортепиано
- Ол Хэд — аранжировка
- Бен Такер — бас
- Энди Фитцджеральд — кларнет
- Дик Кэри — мелофон
- Манхэттен Ред — тромбон
- Мауси Александер — ударные

Все данные взяты из примечаний к альбому.